# Lago Bato
El lago Bato es un lago de agua dulce, y el séptimo lago más grande de Filipinas. Se encuentra ubicado en la localidad de Bato, aproximadamente 9 kilómetros al suroeste de la ciudad de Iriga, provincia de Camarines del Sur, al sureste de la isla de Luzón. 

## Descripción
Cuenta con extensos pantanos y bosques pantanosos. El lago drena hacia un afluente del río Bicol que entra en el mar cerca de la ciudad de Naga. La profundidad media es 8 m, y el fondo es de barro fangoso.
El lago fue llamado originalmente "Caligno" por los nativos que viven alrededor de la zona y un pequeño asentamiento fue fundado en sus costas durante la época prehispánica, los primeros colonos prosperaron con los ricos recursos del lago y lo utilizaron como un medio primario para sus viajes. El asentamiento floreció hasta convertirse en el actual pueblo de Bato, en Camarines Sur y el lago paso a tener el nombre de la ciudad, que fue establecida por un decreto Superior del Gobierno (Gobierno Nacional) el 15 de febrero de 1758, cuando las Filipinas estaban todavía bajo el Virreinato de la Nueva España.
Aparece descrito en el primer volumen del Diccionario geográfico, estadístico, histórico de las Islas Filipinas (1850) de Manuel Buzeta Núñez y Felipe Bravo con las siguientes palabras:

BATO (lago de): hállase este lago en la isla de Luzon, prov. de Camarines-Sur, jurisd. del pueblo de Bato, que se halla en su orilla N. y le da nombre: sit. entre los 127° long., y los 127° 3' 30" id., y los 13° 32' 15" lat., y los 13° 35' id. Entre sus numerosos afluentes son notables, 1.° el r. de Vicol que desagua en él por el N.: 2.° el de Inaga por N. E., aunque su curso es de S. E. á N. O.; y 3.° el de Libon por S. E.: cada uno de estos arrastra consigo otros muchos, y aun hay varios que llegan por sí solos al lago; aunque ya son de menor importancia. Es bastante profundo este lago, y abundante en rica pesca: rodéalo una fertilisima campiña, con especialidad por el N. y S. E., y numerosas pobl. levantadas á favor de las ventajas de esta. El pueblo de Bato está en su orilla N., en la del S. el de Buga, poco distante S. E. al de Libon, y todo es barrios y pobl. por las orillas de los espresados r.
(Buzeta y Bravo, 1850, p. 372)